# Klattia partita
Klattia partita Baker, és una espècie planta que pertany a la família de les iridàcies. És endèmica de Sud-àfrica a la província del Cap Occidental.

## Descripció
Klattia partita és un arbust perenne que fa entre 0,75 a 1 m. Les seves fulles són en forma de ventall, dures i en forma d'espasa a les puntes de les branques. Quan floreix, porta raïms de flors de color negre violaci en forma de raspall entre bràctees de color vermell brillant. Creix a una altitud dels 960 als 1280 msnm, restringit als pendents més freds, orientades cap al sud a les filtracions i marges de pantans.

## Taxonomia
Klattia partita va ser descrita per Baker i publicat a Journal of the Linnean Society, Botany 16: 110. 1877.
Etimologia
Klattia : nom genèric prové del botànic alemany Friedrich Wilhelm Klatt.
partita: epítet llatí que significa dividit.
Sinonímia
- Klattia partita var. flava G.J. Lewis[5]